# Плосна
45°20′ пн. ш. 14°32′ сх. д. / 45.34° пн. ш. 14.54° сх. д.
Плосна (хорв. Plosna) — населений пункт у Хорватії, у Приморсько-Горанській жупанії у складі міста Бакар.

## Населення
Населення за даними перепису 2011 року становило 44 осіб.
Динаміка чисельності населення поселення:

## Клімат
Середня річна температура становить 12,92 °C, середня максимальна – 25,83 °C, а середня мінімальна – 0,30 °C. Середня річна кількість опадів – 1422 мм.
| Клімат поселення                              | Клімат поселення | Клімат поселення | Клімат поселення | Клімат поселення | Клімат поселення | Клімат поселення | Клімат поселення | Клімат поселення | Клімат поселення | Клімат поселення | Клімат поселення | Клімат поселення | Клімат поселення |
| Показник                                      | Січ.             | Лют.             | Бер.             | Квіт.            | Трав.            | Черв.            | Лип.             | Серп.            | Вер.             | Жовт.            | Лист.            | Груд.            |                  |
| Середній максимум, °C                         | 9,17             | 9,47             | 12,01            | 15,69            | 20,55            | 24,56            | 25,83            | 25,48            | 21,13            | 16,66            | 11,98            | 8,97             |                  |
| Середня температура, °C                       | 4,72             | 5,04             | 7,56             | 11,25            | 16,12            | 20,14            | 22,51            | 22,19            | 17,81            | 13,34            | 8,68             | 5,68             |                  |
| Середній мінімум, °C                          | 0,30             | 0,58             | 3,13             | 6,81             | 11,68            | 15,70            | 19,22            | 18,90            | 14,51            | 10,06            | 5,38             | 2,38             |                  |
| Норма опадів, мм                              | 112              | 93               | 102              | 105              | 95               | 112              | 70               | 95               | 142              | 177              | 176              | 143              |                  |
| Середньомісячна швидкість вітру, м/с          | 2.96             | 3.11             | 3.13             | 2.95             | 2.67             | 2.55             | 2.51             | 2.57             | 2.66             | 2.94             | 3.21             | 3.20             |                  |
| Середньомісячна сонячна радіація, кДж/м²·день | 4358             | 7149             | 10423            | 14890            | 19082            | 20669            | 22095            | 18861            | 13900            | 8965             | 4779             | 3671             |                  |
| --------------------------------------------- | ---------------- | ---------------- | ---------------- | ---------------- | ---------------- | ---------------- | ---------------- | ---------------- | ---------------- | ---------------- | ---------------- | ---------------- | ---------------- |
| Джерело:                                      |                  |                  |                  |                  |                  |                  |                  |                  |                  |                  |                  |                  |                  |